# Ministerio de Inclusión, Seguridad Social y Migraciones
El Ministerio de Inclusión, Seguridad Social y Migraciones (MISSM) de España es el departamento de la Administración General del Estado que asume la propuesta y ejecución de las políticas del Gobierno de la Nación relativas al sistema de la Seguridad Social, las pensiones de los funcionarios públicos (las llamadas clases pasivas), así como la elaboración y el desarrollo de la política gubernamental en extranjería, inmigración y emigración y de políticas de inclusión.
La sede inicial del Ministerio estuvo en Nuevos Ministerios, al ser una escisión del Ministerio de Trabajo. Desde 2021, tras una reforma, todos los servicios del departamento se alojan en el número 39 de la calle de José Abascal, una de las sedes históricas del Ministerio de Trabajo que en otros momentos albergó el Instituto Nacional de Asistencia Social, el Registro General del Ministerio y posteriormente, los servicios relativos a migraciones. A pesar de esto, el ministro sigue manteniendo el despacho oficial de la antigua sede.
Desde 2023, su titular es Elma Saiz, que previamente ejercitó como consejera de Economía y Hacienda del Gobierno de Navarra entre 2019 y 2023.

## Historia
Desde que se creara el Ministerio de Trabajo en 1920, la Seguridad Social, encabezada por el Instituto Nacional de Previsión (INP) durante la mayor parte del siglo XX, estuvo siempre ligada a este departamento, con la excepción del periodo entre 1977 y 1981, durante la Transición, cuando las competencias en seguridad social fueron asumidas por el Ministerio de Sanidad y Seguridad Social. Tras regresar a Trabajo a principios de la década de 1980, la Seguridad Social se mantuvo en este ramo durante el resto del periodo democrático.
Esto cambió en el año 2020, cuando el presidente del Gobierno, Pedro Sánchez, otorgó a la Seguridad Social su propio ministerio, junto con competencias en materia de inclusión social y migraciones. Para este cargo escogió al economista y auditor fiscal José Luis Escrivá Belmonte.

### Ingreso mínimo vital
Con motivo de la pandemia de COVID-19 que afectó con fuerza a España, se aceleraron los trabajos en torno a este nuevo ingreso mínimo vital, una medida apoyada también por el socio de la coalición gubernamental, Unidas Podemos, a través del Ministerio de Derechos Sociales y Agenda 2030.
A finales de 2023 se nombró un nuevo titular, Elma Saiz, y se reorganizó parcialmente el departamento. En este sentido, se suprimió la Dirección General de Gestión del Sistema de Acogida de Protección Internacional y Temporal que había sido creada en marzo de 2022, volviendo sus funciones a la Dirección General de Atención Humanitaria, y se restableció la Dirección General de la Ciudadanía Española en el Exterior y Políticas de Retorno. Por último, se renombró la Secretaría General de Objetivos y Políticas de Inclusión y Previsión Social como Secretaría General de Inclusión. Posteriormente, en mayo de 2024 se renombró la Dirección General de Migraciones como Dirección General de Gestión Migratoria.

## Estructura

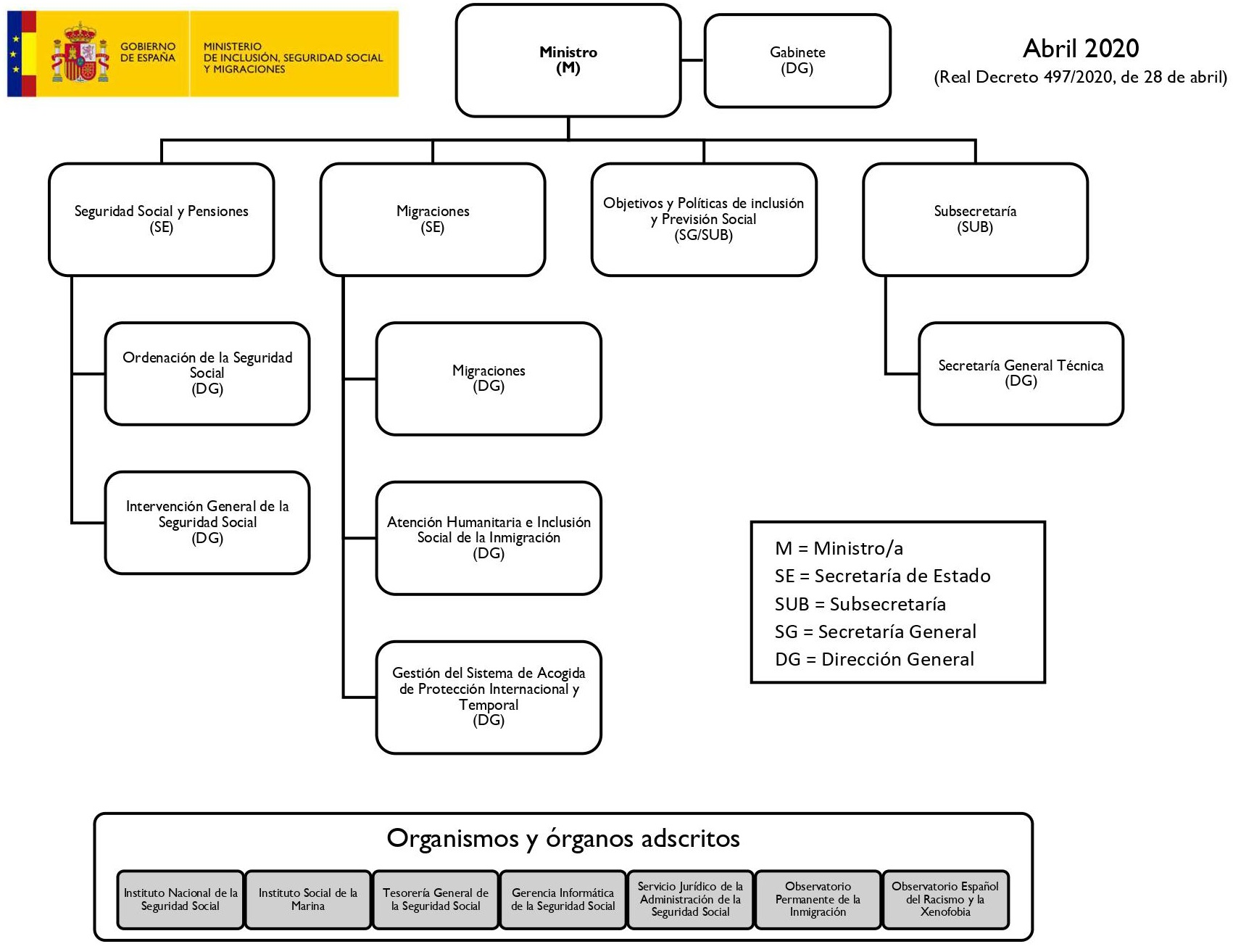
Organigrama del Ministerio hasta el nivel de dirección general. Abril de 2020.

El Departamento se organiza a través de los siguientes órganos:
- La Secretaría de Estado de la Seguridad Social y Pensiones.
  - La Dirección General de Ordenación de la Seguridad Social.
  - La Intervención General de la Seguridad Social.
- La Secretaría de Estado de Migraciones.
  - La Dirección General de Gestión Migratoria.
  - La Dirección General de Atención Humanitaria y del Sistema de Acogida de Protección Internacional.
  - La Dirección General de la Ciudadanía Española en el Exterior y Políticas de Retorno.
  - La Subdirección General de Régimen Jurídico.
  - La Subdirección General de Gestión Económica, Fondos Europeos y Contratación.
- La Secretaría General de Inclusión, con rango de Subsecretaría.
  - La Subdirección General de Objetivos e Indicadores de Inclusión.
  - La Subdirección General de Políticas de Inclusión.
- La Subsecretaría de Inclusión, Seguridad Social y Migraciones.
  - La Secretaría General Técnica.
  - La Subdirección General de Gestión Económica y Oficina Presupuestaria.
  - La Subdirección General de Recursos Humanos.
  - La Subdirección General de Servicios y Coordinación.
  - La Subdirección General de Tecnologías de la Información y las Comunicaciones.
  - La Subdirección General de Atención a la Ciudadanía e Inspección de Servicios.

Como órgano de asistencia inmediata a la persona titular del Departamento existe un Gabinete, con rango de dirección general.

### Adscripciones
- El Instituto Nacional de la Seguridad Social (INSS).
- El Instituto Social de la Marina (ISM).
- La Tesorería General de la Seguridad Social (TGSS).
- La Gerencia de Informática de la Seguridad Social (GISS).
- El Servicio Jurídico de la Administración de la Seguridad Social (SJASS).
- El Consejo General de la Ciudadanía Española en el Exterior (CGCẼE)

## Titulares
| Imagen | Nombre                      | Mandato                 | Mandato                 | Mandato           | Partido | Partido       | Presidente del Gobierno | Presidente del Gobierno       | Monarca                   | Ref.          |
| Imagen | Nombre                      | Nombramiento            | Cese                    | Duración          | Partido | Partido       | Presidente del Gobierno | Presidente del Gobierno       | Monarca                   | Ref.          |
| ------ | --------------------------- | ----------------------- | ----------------------- | ----------------- | ------- | ------------- | ----------------------- | ----------------------------- | ------------------------- | ------------- |
|        | José Luis Escrivá (n. 1960) | 13 de enero de 2020     | 21 de noviembre de 2023 | 3 años y 312 días |         | Independiente |                         | Pedro Sánchez (2018-presente) | Felipe VI (2014-presente) | [ 17 ] [ 18 ] |
|        | Elma Saiz (n. 1975)         | 21 de noviembre de 2023 | En el cargo             | 1 año y 251 días  |         | PSOE          | [ 5 ]                   | Pedro Sánchez (2018-presente) | Felipe VI (2014-presente) |               |

## Presupuesto
Para el ejercicio 2025, el Departamento de Inclusión, Seguridad Social y Migraciones tiene un presupuesto de alrededor de 204 620 millones de euros. De estos, 887 millones corresponden al Ministerio y 203 733 millones a las entidades gestoras y servicios comunes de la Seguridad Social.

### Evolución
| Gasto consolidado del Ministerio entre 2021 y 2025 (en millones de euros) |
|                                                                           |
| Fuente: Presupuestos Generales del Estado. Ministerio de Hacienda.        |

### Auditoría
A diferencia de otros departamentos ministeriales, las cuentas del Ministerio de la Seguridad Social y de sus organismos son auditadas de forma interna por dos organismos. Por una parte, lo relativo al Departamento es auditado directamente por la Intervención General de la Administración del Estado (IGAE), a través de una Intervención Delegada en el propio Departamento; por otra, las entidades gestoras y servicios comunes de la Seguridad Social son auditados por la Intervención General de la Seguridad Social (IGSS), si bien depende funcionalmente de la IGAE.
De forma externa, es el Tribunal de Cuentas el responsable de auditar el gasto.